# ناحیه متام
ناحیه متام (به لاتین: Matam Region) یک منطقهٔ مسکونی است که در سنگال واقع شده‌است. ناحیه متام ۲۹٬۴۴۵ کیلومتر مربع مساحت و ۵۴۱٬۰۳۲ نفر جمعیت دارد.